# Maciej Rock
Maciej Rock (ur. 13 maja 1978 w Otwocku) – polski dziennikarz, prezenter radiowy i telewizyjny, lektor.

## Wykształcenie
Ukończył klasę o profilu matematyczno-fizycznym w Liceum Ogólnokształcącym im. K.I. Gałczyńskiego w Otwocku. Od 1996 był studentem zarządzania w Szkole Głównej Handlowej w Warszawie, studiów jednak nie ukończył.

## Działalność zawodowa

### Radio
W latach 2000–2001 razem z Igorem Sokołowskim prowadził w Tok FM program Sułtani nocy. W 2001 przez trzy miesiące prowadził lokalny magazyn informacyjny w krakowskim Radiu Alfa. Został zawieszony za obrażenie posła AWS. Później związał się z Radiem Kolor, gdzie współprowadził poranny magazyn. Następnie przeszedł do Polskiego Radia Bis, gdzie w 2007 prowadził cotygodniową audycję Mocna Trzydziestka.
W latach 2013–2023 współprowadził audycję Wstawaj, nie udawaj w RMF Maxxx.

### Telewizja
W 2002 zaczął pracę w telewizji Polsat, dla której prowadził programy: Idol (2002–2005, 2017), POPlista, Przebojowe dzieci i Fabryka gwiazd. Współprowadził magazyn lifestyle’owy Się kręci (2007–2012), magazyn motoryzacyjny Polsat Play Autonomia (2009), talk-show Polsat Café Dzieciaki nie płaczą (2010) i talent show Must Be the Music. Tylko muzyka (2011–2016, od 2025).
W 2006 przeszedł do stacji TV4, dla której pracował przy programie wnętrzarskim Kamienica (2006), talk-show Big Brother 4.1 SHOW (2007) i prowadził galę finałową wyborów Studenckiej Miss Polski (2010), a także był gospodarzem programu Tata sam w domu.
Prowadził i współprowadził konkursy Trendy i koncerty na TOPtrendy w Sopocie (2003, 2008–2013), Piknik Country w Mrągowie (2007–2011), konkursy Miss Polski (2007–2008, 2010), koncerty „Podziel się posiłkiem” dla Fundacji Polsat (2008–2010), Zielonogórską Noc Kabaretową (2010–2011), koncert jubileuszowy z okazji 30-lecia Niezależnego Zrzeszenia Studentów (2010), koncert noworoczny Sylwestrowa Moc Przebojów (od 2010) i koncerty podczas festiwalu Sopot Top of the Top Festival (2012–2013).
Wiosną 2023 powrócił do telewizji Polsat jako współprowadzący program rozrywkowy Polsatu Twoja twarz brzmi znajomo. Od 30 sierpnia 2024 współprowadzi program śniadaniowy halo tu polsat w parze z Agnieszką Hyży.

## Pozostałe przedsięwzięcia
Wziął udział w dubbingu filmu animowanego Franklin i skarb jeziora (2007).
W 2013 wystąpił w roli modela w pokazie marki Celio.

## Życie prywatne
Żonaty z Magdaleną, mają troje dzieci: Hannę Antoninę (ur. 2007), Antoniego (ur. 2009) i drugą córkę, urodzoną w 2013.